# Pteropus pselaphon
Pteropus pselaphon — вид рукокрилих, родини Криланових.

## Поширення, поведінка
Ендемік Японії. Проживає в лісах. Харчується в садах, і, як відомо, викликає загибель врожаїв.